# Сергійчук Сергій Іванович
Сергі́й Іва́нович Сергійчу́к (нар. 22 грудня 1970, Київ — пом. 26 серпня 2024, Кривий Ріг, Україна) — український військовослужбовець і політик — співробітник СБУ, учасник бойових дій в АТО, голова Черкаської ОДА з 28 серпня 2020 до 29 грудня 2020.

## Життєпис
Народився 22 грудня 1970 року в Києві у родині службовців.

### Освіта
Вища технічна, вища юридична.
1989—1994 — Київське вище інженерне-радіотехнічне училище протиповітряної оборони імені маршала авіації Покришкіна (КВІРТУ ППО, з 1993 р. — Київський військовий інститут управління та зв'язку), факультет радіотехнічної розвідки, кваліфікація спеціаліст радіоінженер.
1995—2000 — Київський національний університет ім. Шевченка, юридичний факультет, спеціальність «Правознавство», кваліфікація спеціаліст права.
2006 — Академія Служби безпеки України, курси підвищення кваліфікації для начальників управлінь та заступників.
2008 — Національна академія державного управління при Президентові України, курси підвищення кваліфікації для голів державних адміністрацій.

### Кар'єра
07.1994 — 05.2019 — Служба безпеки України, Центральний апарат СБ України, посада — начальник управління, посада — заступник начальника Служби безпеки України, Управління СБ України у м. Києві і Київській області та Управління СБ України у м. Києві, служба на посадах оперативного та командно-оперативного складу.
03.2006 — обраний депутатом Дніпровської районної ради у м. Києві, позапартійний.
01.2007 — 11.2009 — в.о. голови Дніпровської РДА у м. Києві, заступник голови Дніпровської РДА у м. Києві.
12.2009 — 06.2013 — радник Комітету Верховної Ради України з питань соціальної політики та праці.
06.2013 — 07.2018 — радник керівника Апарату Верховної Ради України.
07.2018 — 05.2019 — у розпорядженні начальника Департаменту захисту національної державності Служби безпеки України по посаді начальника управління.
05.2019 — 09.2019 — заступник начальника Центру кібербезпеки Державної служби спеціального зв'язку та захисту інформації.
26.08.2020 — Кабінет Міністрів України погодив Сергія Сергійчука новим головою Черкаської ОДА.
28.08.2020 — Президент Зеленський призначив на Сергійчука головою Черкаської ОДА.
29.12.2020 указом президента звільнено з посади голови Черкаської ОДА.
Загинув 26 серпня 2024 року внаслідок російського ракетного удару по готелю «Аврора» у Кривому Розі.

## Сім'я
Дружина — Сергійчук Ганна, син Максим, донька Дарина.

## Нагороди
- 2007 — «За відзнаку у Службі»
- 2004 — почесна грамота Голови ВРУ
- 2014 — особиста бойова зброя за виконання спеціальних завдань в зоні АТО
- посвідчення учасника бойових дій від 13 грудня 2015 року.